# Niwie (rejon głębocki)
Niwie (biał. Ніўе; ros. Нивье) – dawna kolonia. Tereny, na których leżała, znajdują się obecnie na Białorusi, w obwodzie witebskim, w rejonie głębockim, w sielsowiecie Hołubicze.
Miejscowość została zlikwidowana w 2007 roku.

## Historia
W czasach zaborów wieś i dwa folwark w gminie Plissa, w powiecie dzisieńskim, w guberni wileńskiej Imperium Rosyjskiego.
W latach 1921–1945 wieś i dwa folwarki a następnie kolonia leżała w Polsce, w województwie wileńskim, w powiecie dziśnieńskim, w gminie Plisa, od 1929 roku w gminie Hołubicze.
Według Powszechnego Spisu Ludności z 1921 roku zamieszkiwało:
- wieś Niwie – 44 osoby, 7 było wyznania rzymskokatolickiego a 37 prawosławnego. Jednocześnie 7 mieszkańców zadeklarowało polską a 37 białoruską przynależność narodową. Były tu 4 budyni mieszkalne[3].
- folwark Niwie Borowskie – 27 osób, 11 było wyznania rzymskokatolickiego a 16 prawosławnego. Jednocześnie 11 mieszkańców zadeklarowało polską a 16 białoruską przynależność narodową. Były tu 2 budyni mieszkalne[3].
- folwark Niwie Lisowskie – 21 osób, 4 były wyznania rzymskokatolickiego a 17 prawosławnego. Jednocześnie 5 mieszkańców zadeklarowało polską a 16 białoruską przynależność narodową. Były tu 3 budyni mieszkalne[3].

W 1931 kolonię Niwie w 16 domach zamieszkiwało 107 osób.
Wierni należeli do parafii rzymskokatolickiej w Bobrowszczyźnie i prawosławnej w Hołubiczach. Miejscowość podlegała pod Sąd Grodzki w Głębokiem i Okręgowy w Wilnie; właściwy urząd pocztowy mieścił się w Hołubiczach.